# Cymothoe orphnina
Cymothoe orphnina is een vlinder van de familie van de Nymphalidae, van de onderfamilie van de Limenitidinae. De wetenschappelijke naam van de soort is voor het eerst voorgesteld door Ferdinand Karsch in een publicatie uit 1894.

## Verspreiding
Deze vlinder komt voor in de bossen van Oost-Nigeria, Kameroen, Congo-Brazzaville, Congo-Kinshasa en Oeganda.

## Waardplanten
De rups leeft op soorten van de viooltjesfamilie (Violaceae) waaronder Rinorea keayi Brenan.

## Ondersoorten
- Cymothoe orphnina orphnina Karsch, 1894 (Noordoost-Congo-Kinshasa)
  - = Cymothoe infuscata Joicey & Talbot, 1928
- Cymothoe orphnina suavis Schultze, 1913 (Oost-Nigeria, Kameroen, Congo-Brazzaville, Zuidwest-Congo-Kinshasa)
  - = Cymothoe suavis Schultze, 1913